# Potemkin City Limits
Potemkin City Limits – to czwarty album Propagandhi. Nazwa albumu jest nawiązaniem do wsi potiomkinowskiej, czyli fasadową konstrukcję, która ma ukryć niepożądany widok. Autorem obrazu Chilren's Games (Zabawy dziecięce), który został wykorzystany jako okładka płyty, jest malarz Eric Drooker.

## Lista utworów
1. „A Speculative Fiction” – 4:14
2. „Fixed Frequencies” – 3:58
3. „Fedallah's Hearse” – 4:00
4. „Cut into the Earth” – 3:41
5. „Bringer of Greater Things” – 2:45
6. „America’s Army™ (Die Jugend Marschiert)” (mp3) – 4:42
7. „Rock for Sustainable Capitalism” – 4:12
8. „Impending Halfhead” – 1:14
9. „Life at Disconnect” – 3:23
10. „Name and Address Withheld” – 3:21
11. „Superbowl Patriot XXXVI (Enter the Mendicant)” – 0:36
12. „Iteration” – 5:19